# Schloss Schaumburg

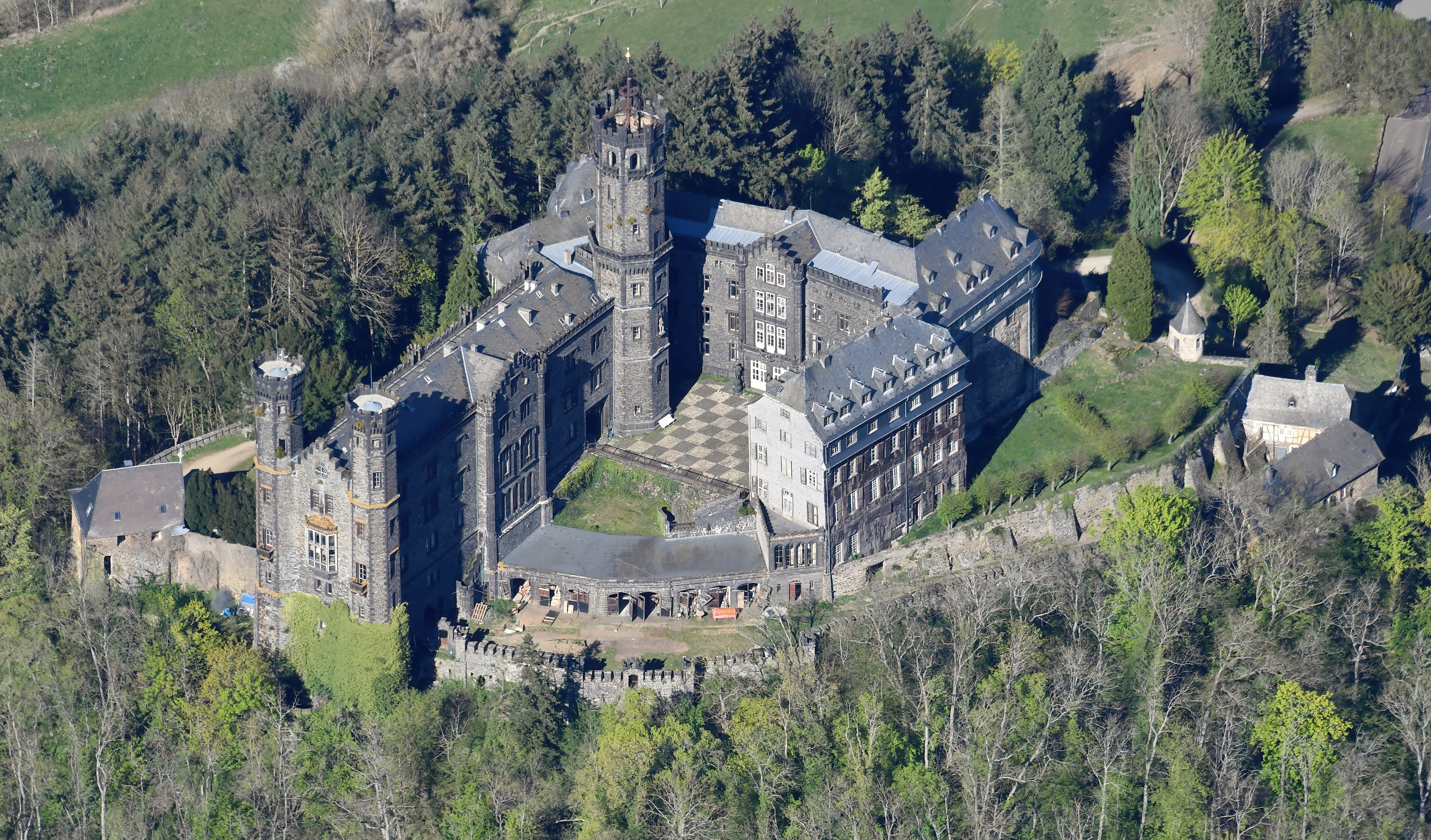
Schloss Schaumburg aus der Vogelperspektive

Schloss Schaumburg um 1912

Schloss Schaumburg, kurz auch die Schaumburg genannt, ist ein Schloss südlich von Balduinstein nahe Limburg an der Lahn. Ursprünglich war die Anlage eine Höhenburg. Auf ihrem Hauptturm befindet sich der Nullpunkt des Soldner-Koordinatensystems für das Herzogtum Nassau.

## Geschichte
Möglicherweise war der Berg schon um 915 mit einer Burg bebaut, als das Gebiet in einer Schenkung an das Kloster Weilburg erwähnt wird.

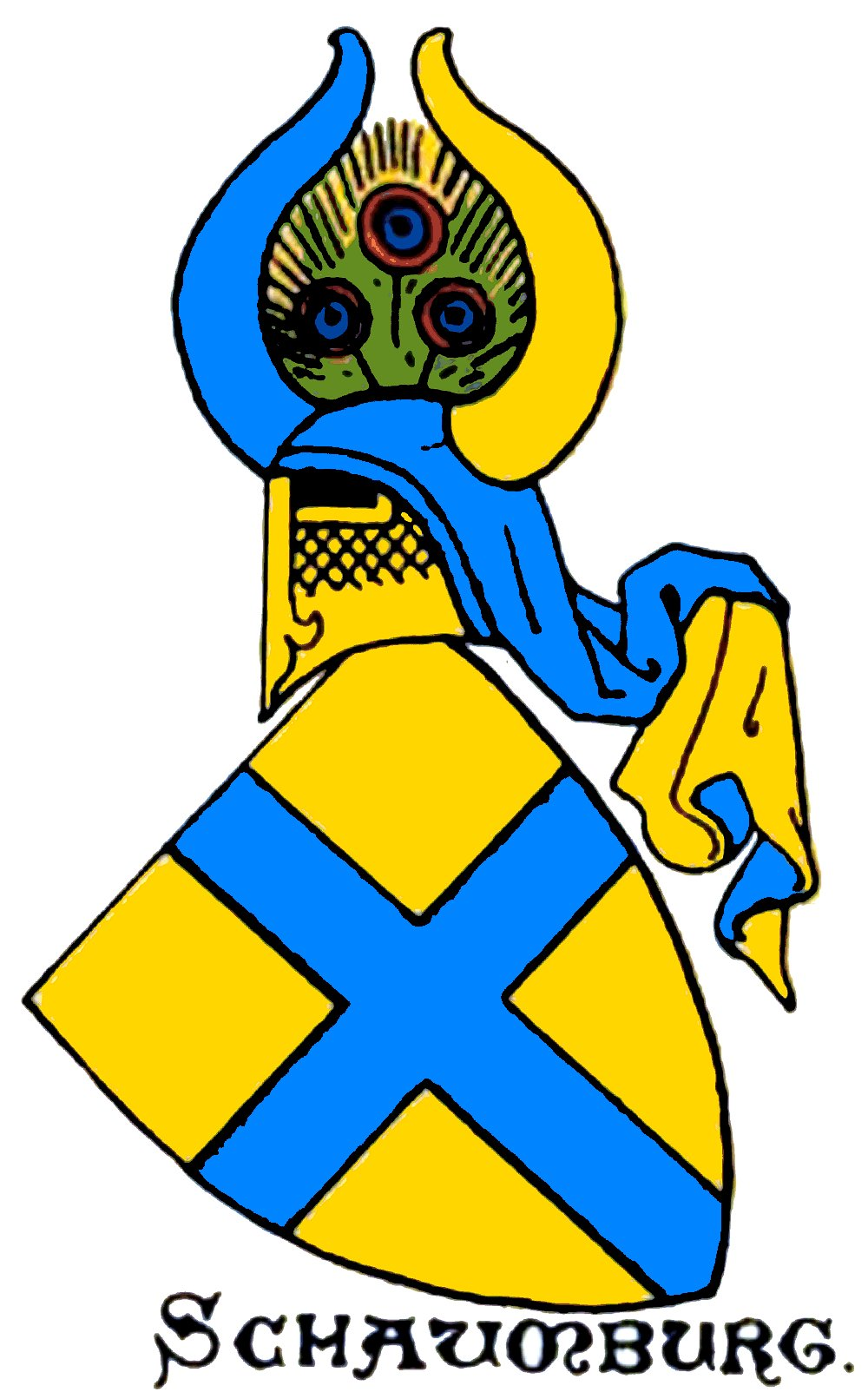
Stammwappen der Herrschaft Schaumburg

Der Name „Schowenburg“ oder „Schauenburg“ taucht erstmals im Jahr 1197 für die Burg auf, als das Zentrum einer gleichnamigen Herrschaft. Zu dieser gehörten neben der damaligen Burg die Orte Biebrich, Cramberg und Steinsberg. Im 12. Jahrhundert war die Burganlage im Besitz der Grafen von Leiningen.
Mit dem Aussterben der Grafen im Mannesstamm um 1220 kam es zu einer Teilung und mehrfachem Besitzwechsel des Burglehens. Ein Teil der Burg befand sich im Besitz von Elise, der Tochter des Grafen Emicho III. von Leiningen und Gattin von Ruprecht dem Streitbaren von Nassau. Mit ihrem Tod ging dieser Anteil über ihre Tochter auf die Grafschaft Virneburg über. Ein weiterer Anteil an der Burg fiel an die Grafschaft Diez und von dieser an die Grafschaft Weilnau. Ein dritter Teil der Schaumburg fiel an Heinrich II. von Grenzau aus dem Haus Isenburg. Bei dessen Erbteilung 1232 gelangte der Anteil Schaumburg in den Besitz Gerlachs I. von Limburg. Das Haus Limburg musste jedoch bereits im Jahr 1266 in einem Schiedsspruch zugunsten Kurkölns auf den Teil der Burg verzichten. Der Kölner Erzbischof Siegfried von Westerburg übertrug den Kurkölner Anteil im Jahr 1276 an das Haus Westerburg, das in der Folgezeit das Stammwappen der Herrschaft Schaumburg, ein blaues Kreuz in goldenem Feld, in einem aufgelegten Herzschild führte.

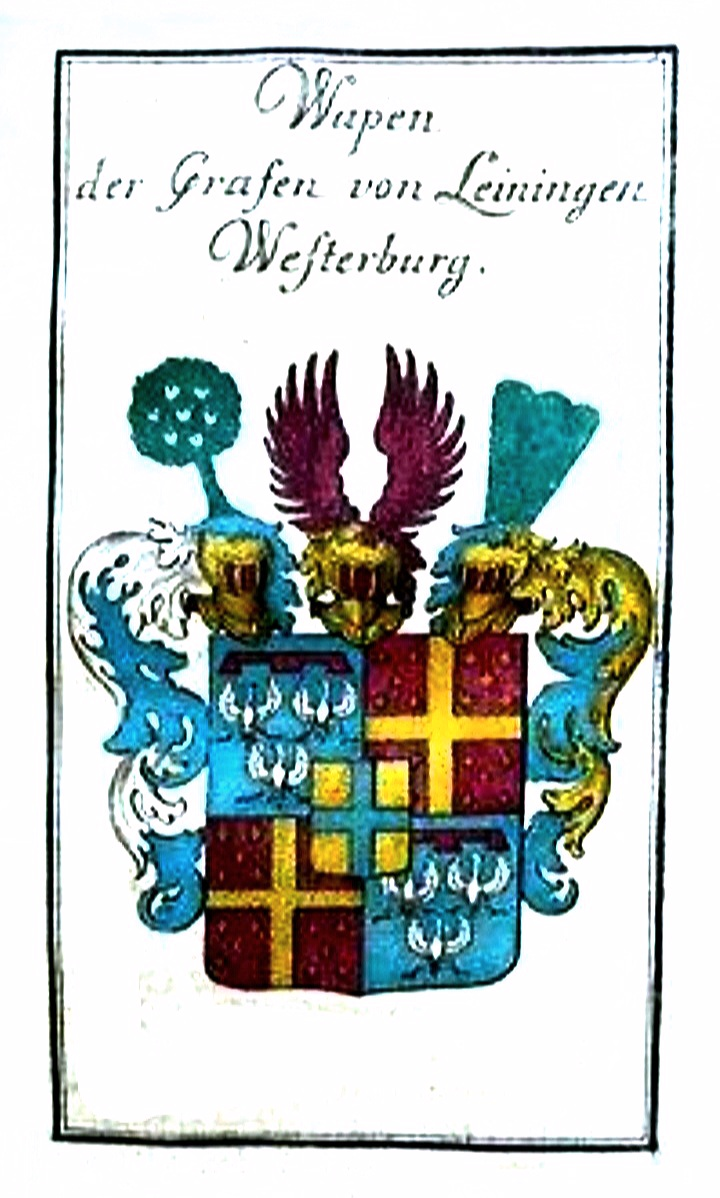
Wappen der Grafen zu Leiningen-Westerburg-Schaumburg

Das Haus Westerburg baute ab 1279 die Schaumburg aus. Um die Stellung der Burg zu schwächen, erbaute Balduin von Luxemburg die Burg Balduinstein in der Nähe der Schaumburg. Es kam zu einem längeren Streit, in dessen Folge der Ort Balduinstein 1321 aus der Herrschaft Schaumburg getrennt und zur Stadt erhoben wurde.
Bis zum 15. Jahrhundert konnte das Haus Westerburg alle anderen Anteile der Burg erwerben. Ab 1557 residierte das Haus Leiningen-Westerburg-Schaumburg, eine Seitenlinie des Hauses Westerburg, auf der Schaumburg. 1656 verkaufte Georg Wilhelm von Leiningen-Westerburg die Herrschaft mit Burg an Agnes von Effern, die Witwe des Grafen Peter Melander von Holzappel, welche die Herrschaft Schaumburg mit der Grafschaft Holzappel vereinigte. Agnes starb noch im selben Jahr; die Schaumburg verblieb im Besitz ihrer weiblichen Nachkommen: Haus Nassau-Dillenburg (1656–1707), Anhalt-Bernburg-Schaumburg (1707–1812), Habsburg-Lothringen (1812–1867).

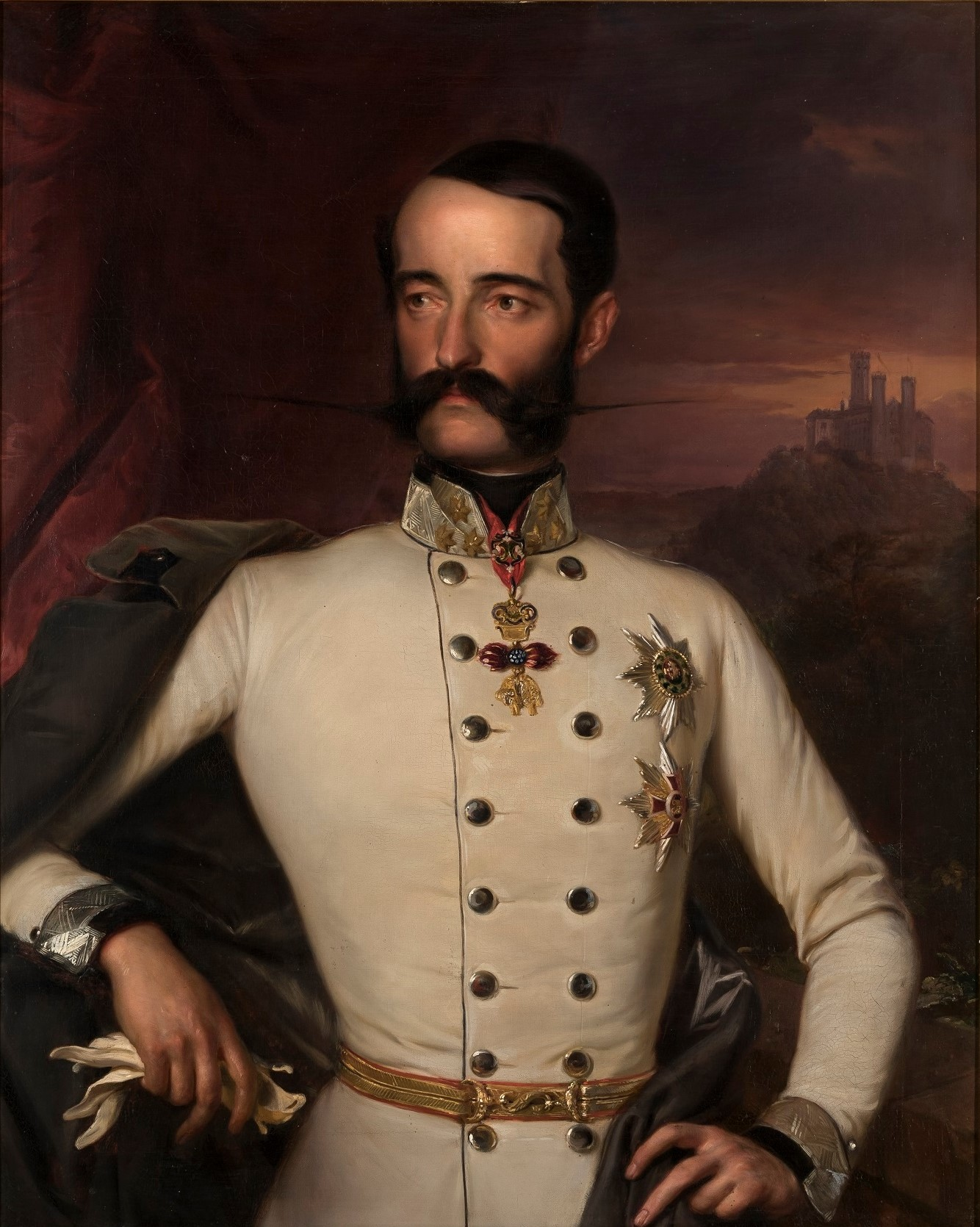
Stefan von Österreich – im Hintergrund die von ihm umgebaute Burg.

Von 1847 bis 1867 besaß Erzherzog Stephan von Österreich die Schaumburg. Er musste 1848 im Zuge der Revolution seine Heimat Ungarn verlassen und baute von 1850 bis 1855 die Schaumburg aufwändig in neugotischem Stil zu dem heutigen Schloss um, nach Plänen des Architekten Carl Boos, dem auch die Bauleitung anvertraut wurde. Stephan von Österreich richtete eine Gemäldegalerie sowie eine Bibliothek ein, er sammelte daneben Münzen, hinterließ auch eine beachtliche Mineraliensammlung und unterhielt außerdem einen kleinen Tierpark. Die beiden in seinem Auftrag in Berlin angefertigten überlebensgroßen Figuren zieren als Herolde den Haupteingang zum Schloss. Der große Prachtsaal, mit dem ausladenden Fenster im Erker der von zwei Ecktürmen eingefassten Fassade nach Westen, wurde allerdings nie fertig. Weder Erzherzog Stephan noch spätere Besitzer bauten ihn wie geplant innen aus, und so ist er noch heute unverputzt im Rohbauzustand von 1855. Die Schaumburg wurde mit dem Bau der Lahntalbahn 1862 leicht erreichbar und zu einem Treffpunkt von Adligen aus ganz Europa.
Der kinderlose Erzherzog Stephan vererbte das Schloss an den jüngsten Sohn seines Cousins Peter, seinen Großcousin Herzog Georg Ludwig von Oldenburg. Das Haus Oldenburg verwaltete das Schloss von 1867 bis 1888. Doch auch das Haus Waldeck-Pyrmont erhob Anspruch auf die Anlage. Nach einem über zwanzig Jahre dauernden Gerichtsprozess wurde sie 1888 Georg Viktor zu Waldeck-Pyrmont zugesprochen.
An seinen letzten adeligen Besitzer kam das Schloss 1967 mit dem Tod von Josias zu Waldeck und Pyrmont. Dessen Sohn und Erbe Wittekind zu Waldeck und Pyrmont verkaufte es aber im Jahr 1983 mitsamt dem Inventar und Ländereien für 15 Millionen DM. Die Schaumburg sollte zu einem Hotel mit angeschlossenem Golfplatz umgebaut werden. Diese Planung zerschlug sich jedoch, und der Verfall der Substanz schritt weiter fort. Nach einem weiteren Verkauf 1990 an einen Geschäftsmann aus Süddeutschland für sechs Millionen Deutsche Mark stand die Schlossanlage 2011 für 1,3 Millionen Euro erneut zum Verkauf. Zu diesem Zeitpunkt war ein Großteil der Ländereien bereits veräußert worden. Ende 2012 wurde die Schaumburg an eine türkische Investorengruppe verkauft, die dort nach eigenen Angaben eine Bildungsstätte einzurichten vorhatte. Entsprechende Baumaßnahmen erfolgten nicht. Nachdem einer der Investoren zwischenzeitlich aus dem Projekt ausgestiegen war, kündigte der neue und nunmehr alleinige Geschäftsführer der türkischen Investorengruppe 2015 an, das Schloss Schaumburg zu einem internationalen Weininstitut zu machen. Die Investorengruppe erwarb mehrere denkmalgeschützte Immobilien in Deutschland.
Das durch die Jahrhunderte geführte komplette Schaumburg-Archiv wurde vom Land Rheinland-Pfalz erworben und befindet sich im Landeshauptarchiv Koblenz.

## Bebauungs- und Nutzungspläne seit 2012
Die Revitalisierung des Schlosses Schaumburg gestaltet sich auf Grund von Auflagen des Denkmalschutzes, aber auch wegen der reinen Größe der Anlage sehr aufwändig.
Am 6. April 2018 entschied der Gemeinderat von Balduinstein einstimmig über die Aufstellung eines Bebauungsplanes. Auf dem Areal der ehemaligen Terrassengärten unterhalb des Schlosses soll Gastronomie ermöglicht, die zehn am Schlossberg geplanten Baumhäuser als Hotel genutzt werden. Bis April 2018 gelang die Restaurierung der Torhäuser, für sie ist eine Folgenutzung als Café angedacht.
Heute beherbergt das Schloss neben dem Café auch ein Museum mit Ausstellungen und Exponaten zur Geschichte der Region. Darüber hinaus finden zahlreiche Kulturveranstaltungen wie Konzerte, Kunstausstellungen und Vorträge statt.

## Anlage
Das Schloss ist eine Dreiflügelanlage auf einem Berggipfel. Sein heutiges Aussehen hat es beim Ausbau von 1850 bis 1855 erhalten und ist nach dem Ideal der Rheinromantik konzipiert. Das Schloss wird von einem länglichen dreigeschossigen Palas mit oktogonalen Ecktürmen aus Basalt beherrscht. In der Südostecke des Palas befindet sich ein 42 Meter hoher Turm, der einen Bergfried darstellen soll. Als Zugang zum Schloss wurde eine Toranlage im Norden angelegt.
Von der mittelalterlichen Burganlage ist nur noch wenig vorhanden. Es existieren noch Reste der Toranlage im Süden der Burg, der Zwinger und Reste der Vorburg mit einem Flankierungsturm. Der Ostflügel ist ein spätmittelalterliches Bauwerk, er wurde jedoch bei den Bauarbeiten unter Erzherzog Stefan von Österreich stark umgebaut.

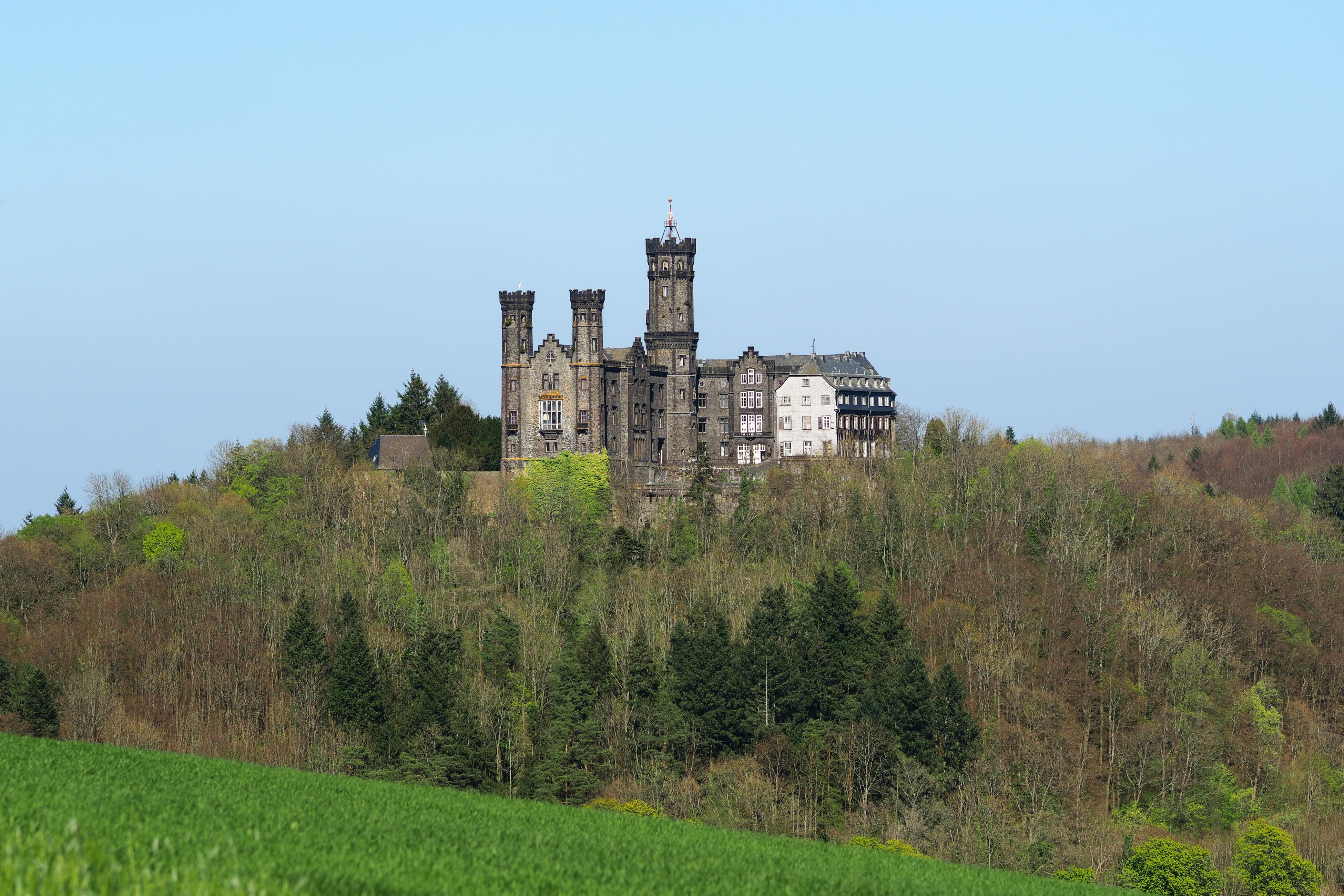
Schloss Schaumburg von Westen
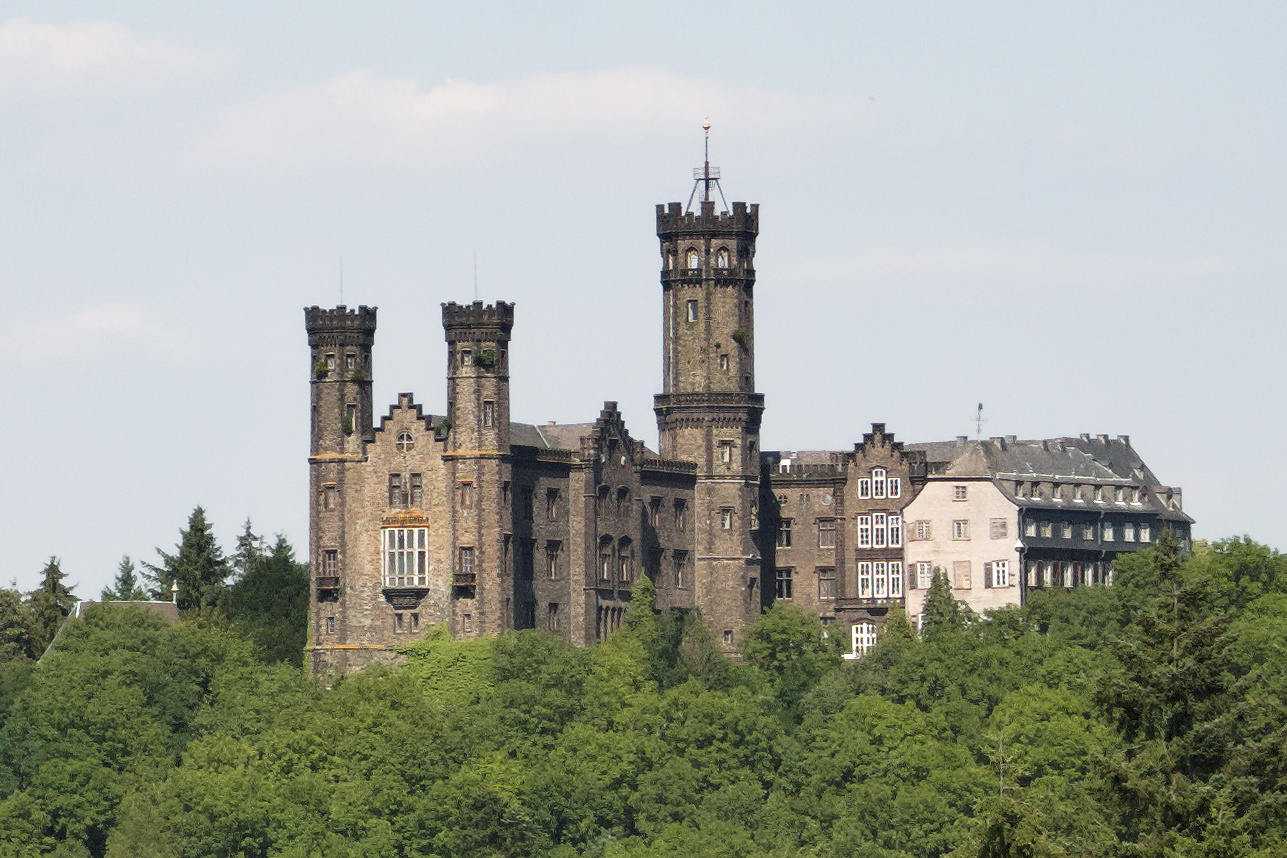
Schloss Schaumburg von Süd-Westen
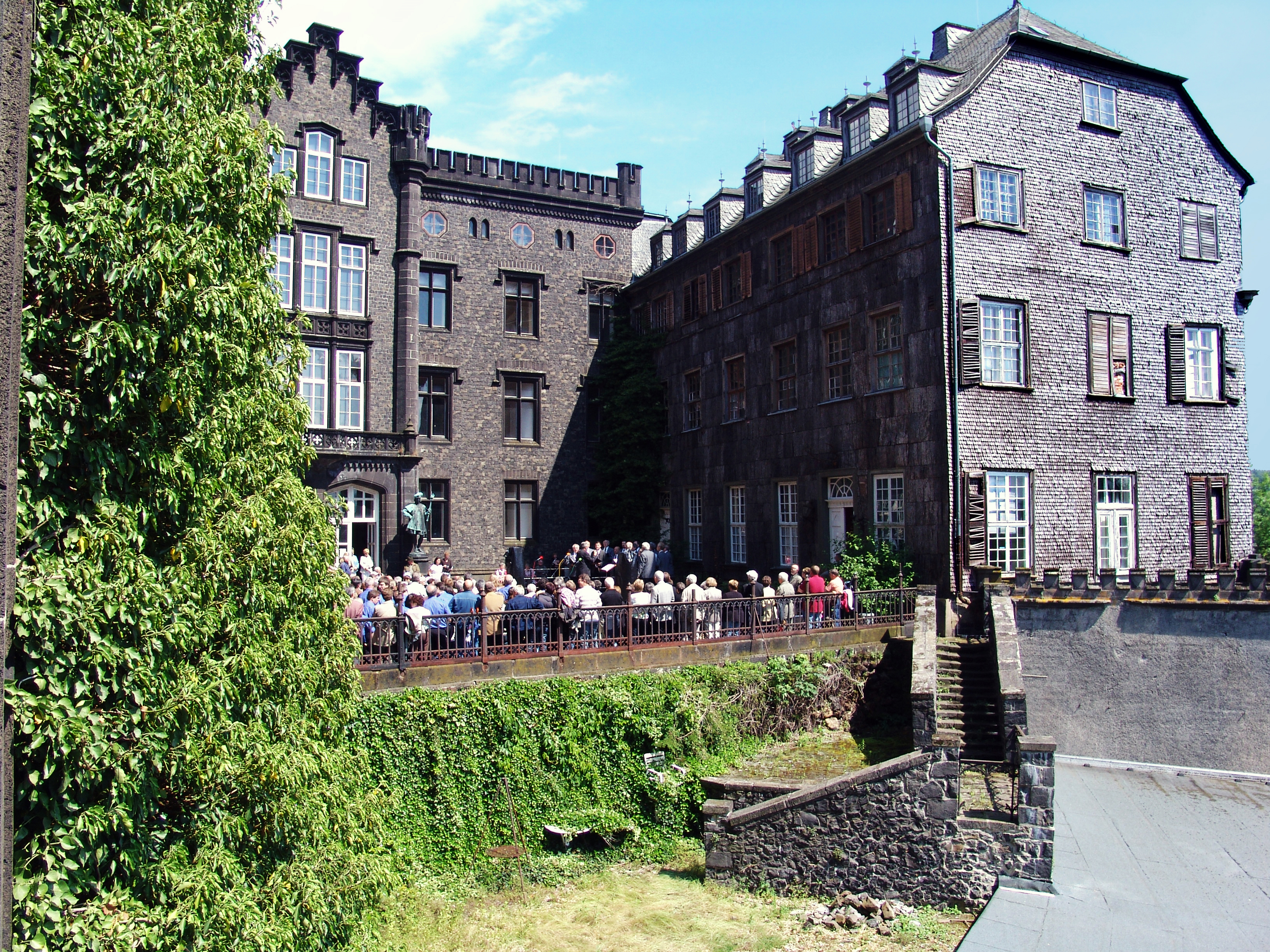
Innenhof von Schloss Schaumburg
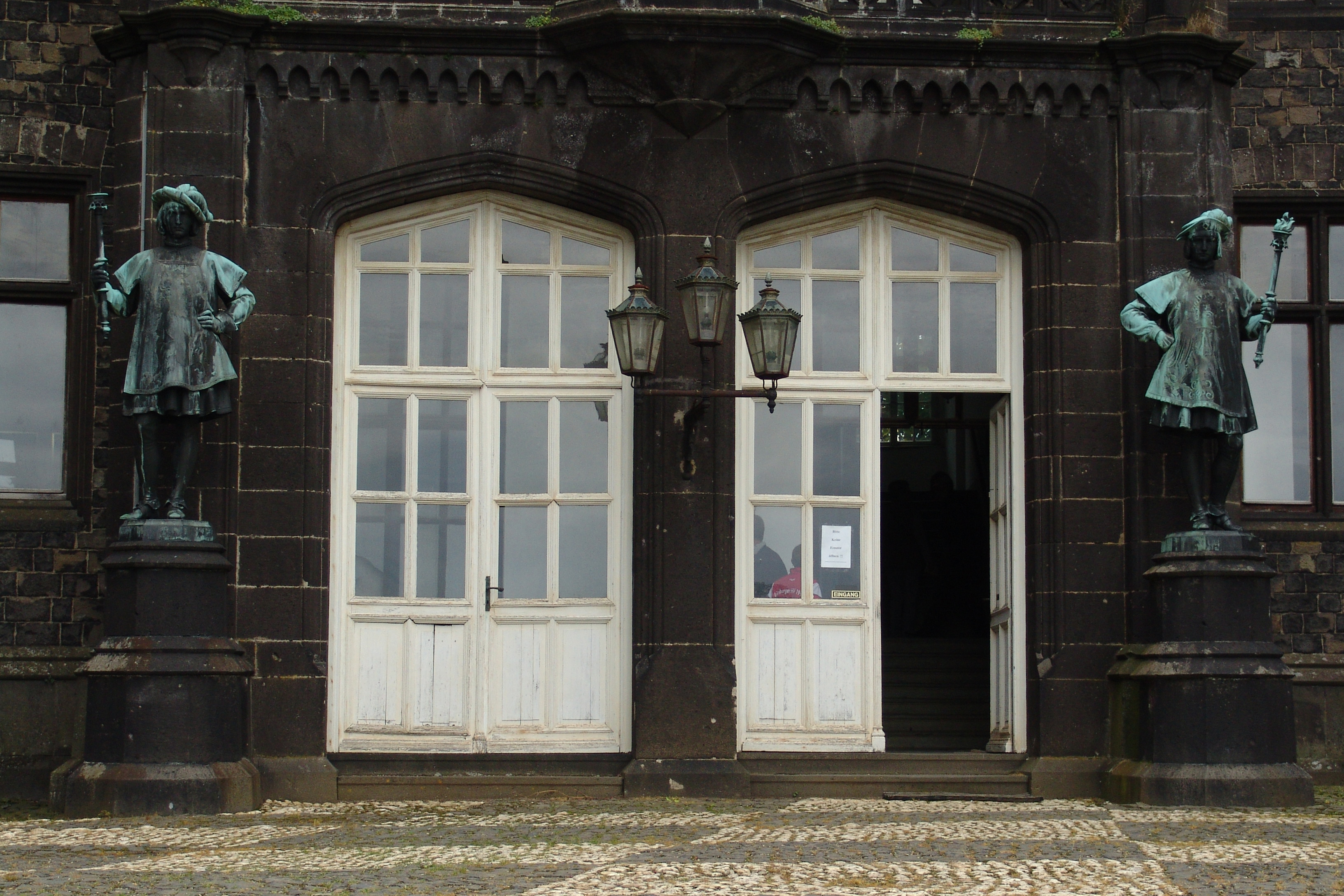
Eingang mit beiden überlebensgroßen Herolden
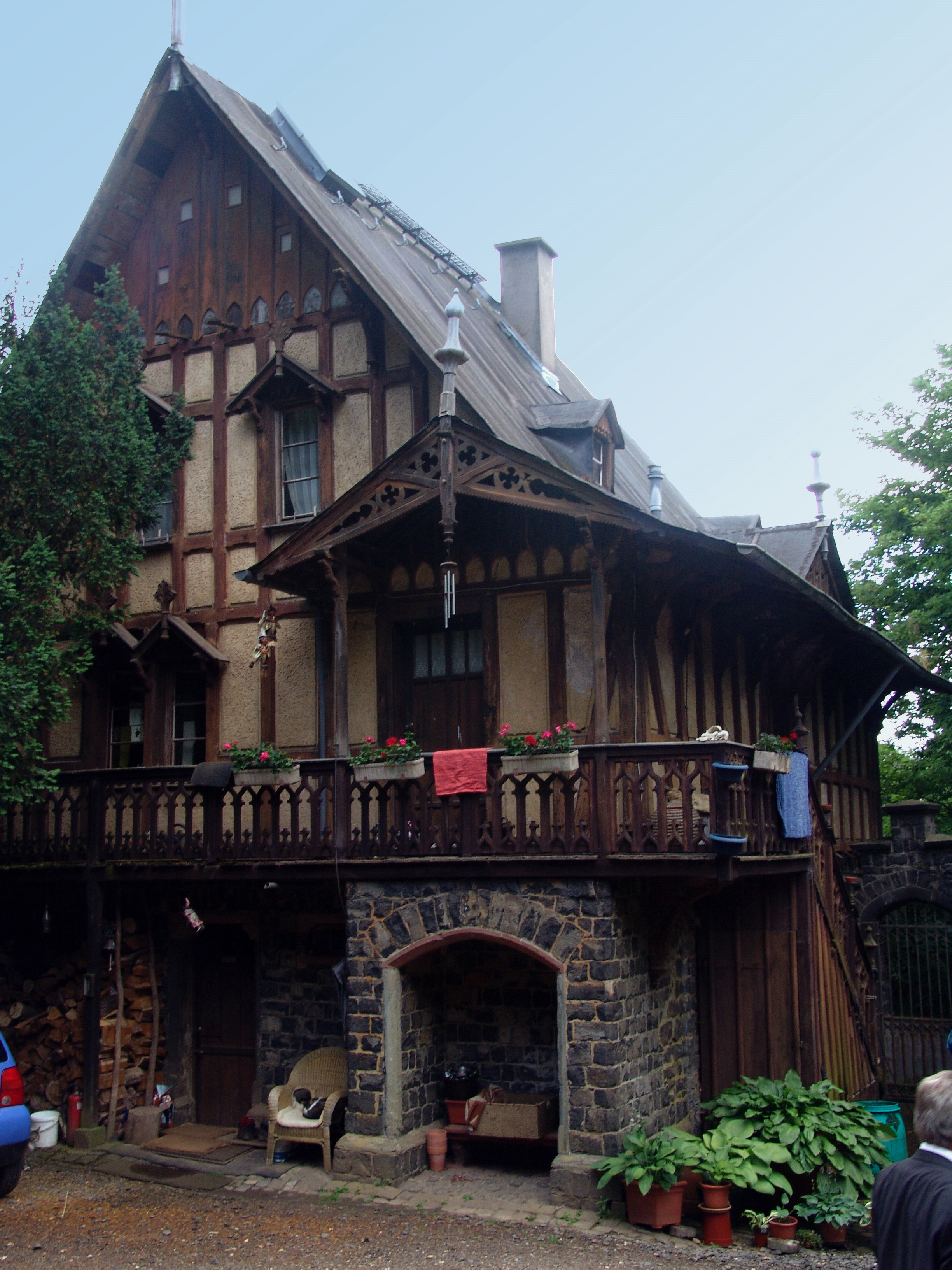
Schweitzerhaus im Aufgang zum Haupttor
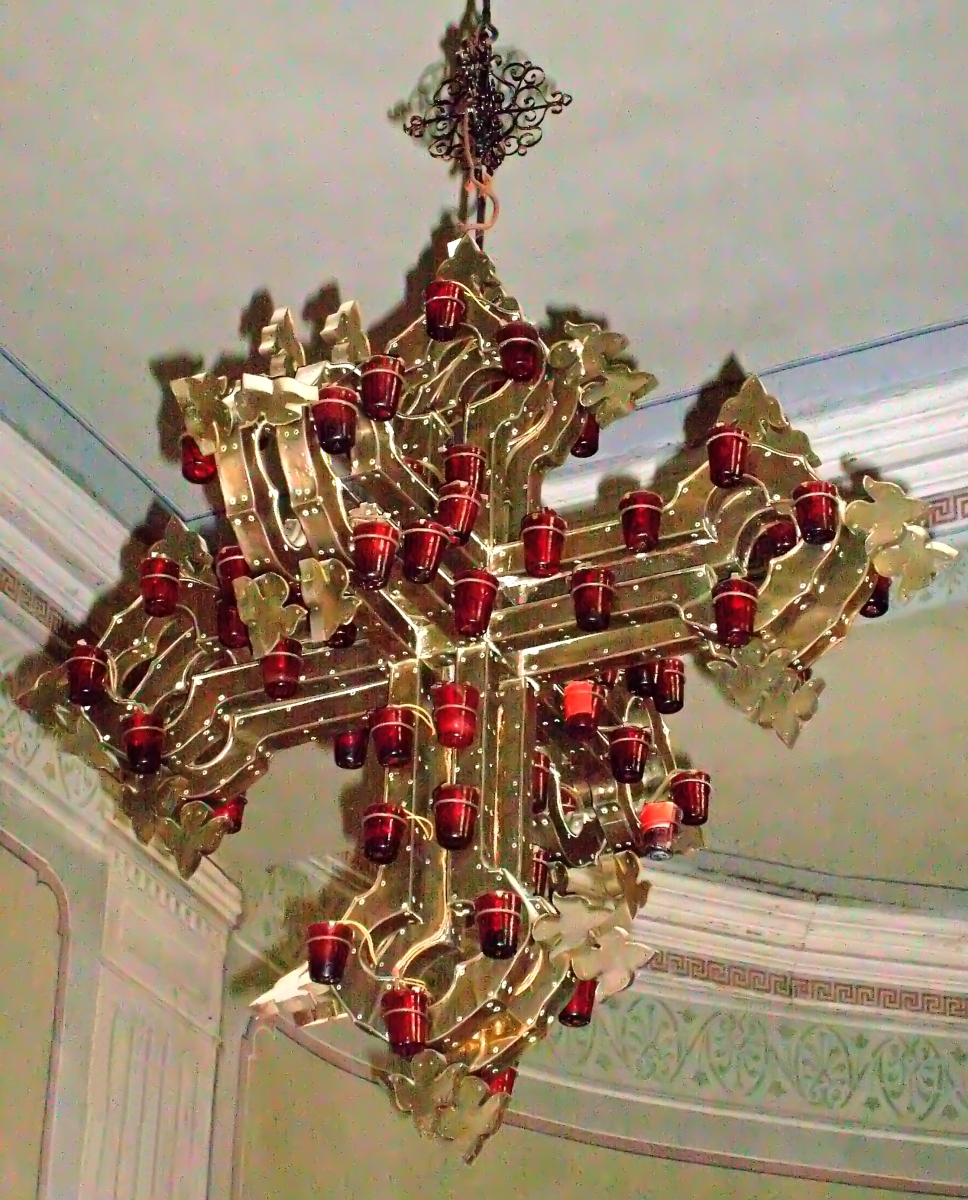
Jerusalemkreuz in der Schlosskapelle
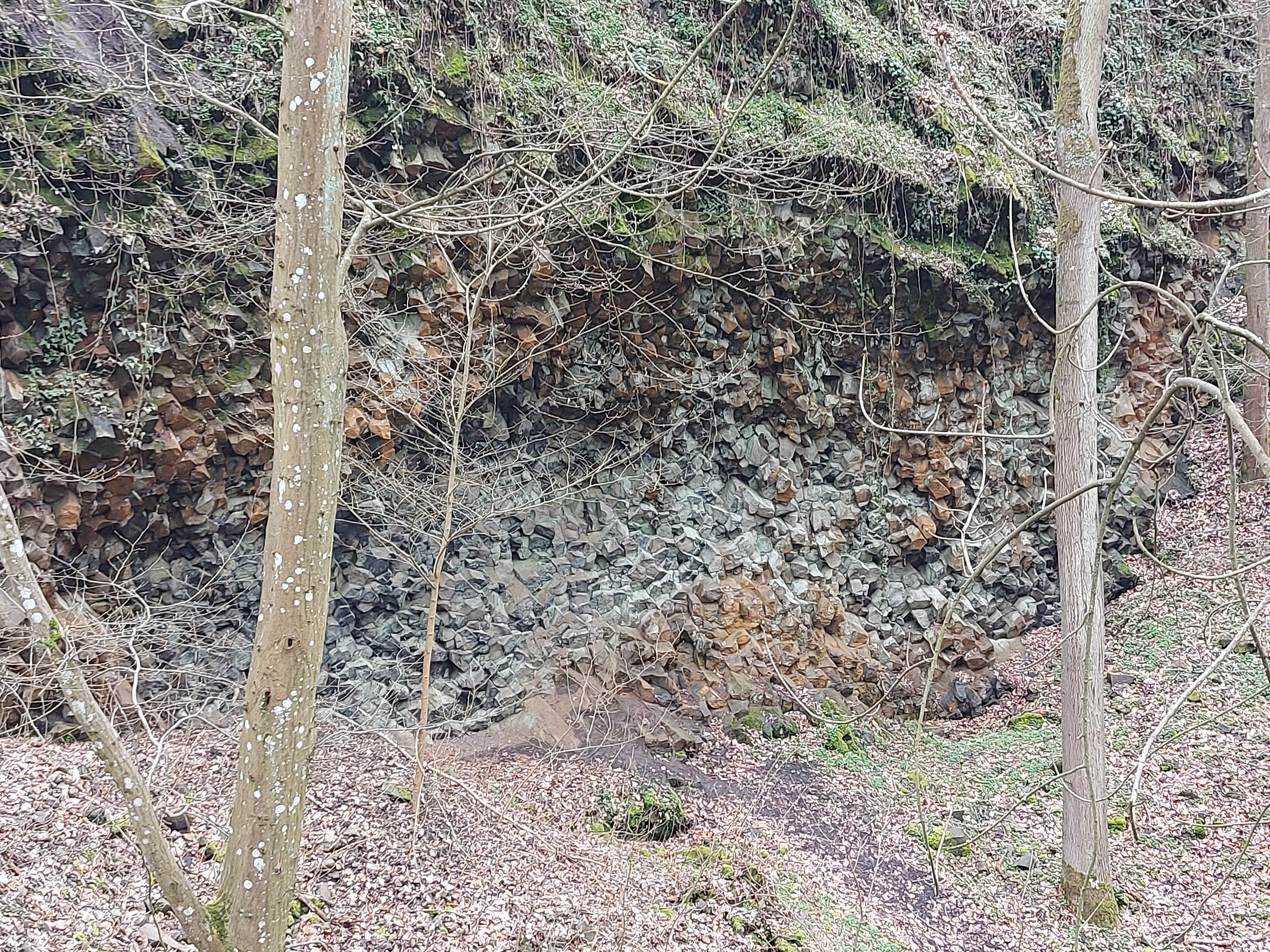
Basaltsteinbruch nordöstlich von Schloss Schaumburg

## Sonstiges
- Viktor I. Amadeus Adolf von Anhalt-Bernburg-Schaumburg-Hoym (1693–1772), Fürst, wurde auf Schloss Schaumburg geboren.
- Karl Ludwig von Anhalt-Bernburg-Schaumburg-Hoym (1723–1806), Fürst, wurde auf Schloss Schaumburg geboren; während seiner Regierungszeit entstand der heute noch oft besuchte klassizistische Widmungsstein (1788) am Basaltsteinbruch nordöstlich des Schlosses.
- Viktor II. Karl Friedrich von Anhalt-Bernburg-Schaumburg-Hoym (1767–1812), Fürst, wurde auf Schloss Schaumburg geboren.
- Friedrich von Anhalt-Bernburg-Schaumburg-Hoym (1741–1812), Fürst, wurde auf Schloss Schaumburg geboren.
- Auf Schloss Schaumburg wurde Friedrich Gottlieb Schulz (1813–1867) geboren, Sohn des Hofgärtners. Er war  Lehrer und Mitglied der Frankfurter Nationalversammlung.
- Das Schloss Schaumburg diente 1999 als Kulisse für das fiktive Gymnasium aus dem Horrorfilm Schrei – denn ich werde dich töten!.